# Malta op het Eurovisiesongfestival 1996
Malta nam deel aan het Eurovisiesongfestival 1996 in Oslo (Noorwegen). Het was de negende deelname van het land op het Eurovisiesongfestival. Public Broadcasting Services (PBS) was verantwoordelijk voor de Maltese bijdrage voor de editie van 1996.

## Selectieprocedure
Er werd gekozen om een nationale finale te organiseren en deze vond plaats op 27 januari. In totaal deden er tien artiesten mee aan deze finale en de winnaar werd gekozen door een jury van experts.

## In Oslo
In Noorwegen moest Malta optreden als 6de, net na Cyprus en voor Kroatië. Op het einde van de puntentelling bleken ze op een tiende plaats te zijn geëindigd met 68 punten.
Men ontving twee keer het maximum van de punten. 
Nederland en België gaven geen punten aan deze inzending.

### Gekregen punten

#### Finale
| 12 punten             | 10 punten          | 8 punten      | 7 punten | 6 punten    |
| --------------------- | ------------------ | ------------- | -------- | ----------- |
| - Kroatië - Slowakije | - Spanje - Turkije | - Griekenland |          | - Polen     |
| 5 punten              | 4 punten           | 3 punten      | 2 punten | 1 punt      |
| - Zweden              | - Slovenië         |               |          | - Noorwegen |

### Punten gegeven door Malta

#### Finale
Punten gegeven in de finale:
| 12 punten | Oostenrijk            |
| 10 punten | Turkije               |
| 8 punten  | Slowakije             |
| 7 punten  | Kroatië               |
| 6 punten  | Verenigd Koninkrijk   |
| 5 punten  | Spanje                |
| 4 punten  | Ierland               |
| 3 punten  | Bosnië en Herzegovina |
| 2 punten  | Cyprus                |
| 1 punt    | Griekenland           |